# الاقتراح في بيان الاصطلاح
الاقتراح في بيان الاصطلاح وما أضيف إلى ذلك من الأحاديث المعدودة من الصّحاح، كتاب في علم الحديث ألّفه تقي الدين ابن دقيق العيد، جمع فيه مصطلاحات الحديث ومراتب الرواية والرواة باختصار والإجاز، قد به مؤلفه أن يكون مدخلا إلى التوسع في هذا الفنّ وقد رتبه على أبواب.

## أبواب الكتاب
- الباب الأول في ألفاظ متداولة تتعلق بهذه الصناعة

1. اللفظ الأول: حديث صحيح
2. اللفظ الثاني: الحسن
3. الثالث: الضعيف
4. القول في الأسانيد الواهية
5. اللفظ الرابع: مرسل
6. اللفظ الخامس: الحديث المعضل
7. اللفظ السادس: المنقطع
8. اللفظ السابع: المقطوع
9. الثامن: الموقوف
10. التاسع: المرفوع
11. العاشر: الموصل
12. الحادي عشر: المسند
13. الثاني عشر: الشاذ
14. الثالث عشر: المنكر
15. الرابع عشر: الغريب
16. الخامس عشر: المسلسل
17. السادس عشر: المعنعن
18. السابع عشر: التدليس
19. الثامن عشر: المضطرب
20. التاسع عشر: الـمدرج
21. العشرون: في التمييز بين ألفاظ الأداء في المصطلح
22. الحادي والعشرون: الموضوع من الحديث،أي الـمُختلق
23. الثاني والعشرون: المقلوب

- الباب الثاني في كيفية السماع والتحمل وضبط الرواية وآدابها
- الباب الثالث في آداب المحدِّث وآداب كتابة الحديث
- الباب الخامس في معرفة العالي والنازل
- الباب السادس في معرفة بقايا من الاصطلاح سوى ما تقدم في الباب الأول
- الباب السابع في ذكر معرفة الثقات من الرواة
- الباب الثامن في معرفة الضعفاء
- الباب التاسع في ذكر طرفٍ من الأسماء المؤتلفة والمختلفة فيه

1. القسم الأول المتفق على إخراجه في صحيحي البخاري
2. القسم الثاني في إفراد البخاري من مسانيد الصحابة
3. القسم الثالث في أحاديث انفرد بها مسلم
4. القسم الرابع في أحاديث رواها من أخرج له الشيخان في صحيحهما
5. القسم الخامس في أحاديث رواها قوم خرَّج عنهم البخاري في صحيحه
6. القسم السادس في ذكر أحاديث أخرج مسلم عن رجالها في الصحيح
7. القسم السابع في أحاديث يصححها بعض الأئمة

## وصلات داخلية لكتب في نفس الغرض
- مقدمة ابن الصلاح
- الباعث الحثيث شرح اختصار علوم الحديث
- الكفاية في علم الرواية
- نزهة النظر بشرح نخبة الفكر

## روابط خارجية
- الاقتراح في بيان الاصطلاح • الموقع الرسمي للمكتبة الشاملة
- الاقتراح في بيان الاصطلاح لابن دقيق العيد  29 10 2016 على يوتيوب